# Partido Nacionalista de Lanzarote
El Partido Nacionalista de Lanzarote (PNL), es un partido político español de la Isla de Lanzarote de ideología nacionalista canaria fundado en 1996 tras una escisión del también nacionalista Partido de Independientes de Lanzarote (PIL). Se define como partido «nacionalista interclasista de centro», que reivindica «las señas de identidad» y «el hecho diferencial» de las Islas, y que aspira a ser «referente del nacionalismo canario en Lanzarote» y a propiciar la integración de la «familia nacionalista». Su presidente es Juan Carlos Becerra.
En 2006 el Partido Nacionalista de Lanzarote y Nueva Canarias llegaron a un acuerdo para presentarse conjuntamente en las elecciones autonómicas de 2007 bajo las siglas PNL-NC, sin obtener representación en la cámara autonómica. En las elecciones municipales consiguieron varios concejales en distintos ayuntamientos y dos consejeros en el Cabildo de Lanzarote.
En marzo de 2009 José Francisco Reyes, exalcalde del PNL en la localidad de Yaiza, fue juzgado y condenado a diez años de inhabilitación por un delito de prevaricación. El PNL dirigió el Ayuntamiento de Yaiza hasta febrero de 2008, en que un pacto entre el PIL y Coalición Canaria (CC), antiguo partido de Reyes, presentó una moción de censura contra el alcalde, que fue sustituido por Gladys Acuña.
Tanto José Francisco Reyes (PNL) como Gladys Acuña (PIL) han sido imputados de 2009 por un nuevo delito de cobro de comisiones ilegales, en el marco de la «Operación Unión», que investiga casos de corrupción urbanística.
De cara a las elecciones autonómicas de 2011 se presentó coaligado igualmente con Nueva Canarias, Opción por Lanzarote, formación escindida del PSOE de la isla e integrada en Nueva Canarias, y con el Partido de Independientes de Lanzarote (PIL), obteniendo la coalición 5.840 votos (13,63%) en Lanzarote y un diputado, Fabián Martín Martín del PIL, exvicepresidente del Cabildo e imputado por delito de tráfico de influencias junto con su padre Dimas Martín. En el Cabildo Insular de Lanzarote se presentó la misma coalición pero sin el PIL, no obteniendo ningún consejero y perdiendo los 2 consejeros que poseían anteriormente.
En abril de 2012 El presidente de Nueva Canarias, Román Rodríguez, y el del Partido Nacionalista de Lanzarote, Juan Carlos Becerra, junto a otros dirigentes de ambas formaciones, han mantenido una reunión para iniciar el proceso de integración de la formación lanzaroteña en Nueva Canarias.

## Elecciones generales de España de 2023
- Para intentar frenar la ley eletoral y obtener representación en el Congreso de los Diputados y Senado Coalición Canaria, Nueva Canarias-Bloque Canarista y Ahora Canarias concurrirán unidos al Congreso y Senado por todas las circunscripciones de Canarias.
- Partido Nacionalista de Lanzarote va integrado en Nueva Canarias-Bloque Canarista a Elecciones generales de España de 2023, Autonómicas 2023 y Cabildos Insulares 2023. En municipales 2023 fue en solitario o con acuerdos puntuales.